# Gimpanzee
Gimpanzee, född 24 april 2016, är en amerikansk varmblodig travhäst som tävlade mellan 2018 och 2020. Han tränades av Marcus Melander och kördes av Brian Sears.
Gimpanzee började tävla i juli 2018, och sprang under tävlingskarriären in 2,7 miljoner dollar på 34 starter, varav 25 segrar. Bland hans främsta meriter räknas segrarna i New York Sire Stakes (2018, 2019), Breeders Crown 2YO Colt & Gelding Trot (2018), Empire Breeders Classic (2019), Yonkers Trot (2019), Breeders Crown 3YO Colt & Gelding Trot (2019), Graduate Series (2020), Hambletonian Maturity (2020), John Cashman Memorial (2020), Ceasars Trotting Classic (2020) och Breeders Crown Open Trot (2020).

## Karriär
Gimpanzee, då med namnet Army Of Monkeys, köptes på hästauktionen The Black Book i Harrisburg i Pennsylvania av svenskägda Stall Courant och Srf Stable. Han köptes för 170 000 dollar och sattes i träning hos Marcus Melander i New Jersey.

### Tvååringssäsongen 2018
Gimpanzee gjorde sitt första kvallopp den 2 juni 2018 på Meadowlands, då med tränare Melander i sulkyn. Ekipaget kom i mål på tiden 1:55.0 (1.11,5). Debuten i lopp gjordes den 9 juli 2018 på Monticello Raceway, i ett uttagningslopp till New York Sire Stakes. I loppet kördes han av Brian Sears, som kom att bli hans ordinarie kusk framöver.
Under hela tvååringssäsongen gjorde han totalt 9 starter, och segrade i samtliga.

### Treåringssäsongen 2019
Inför årsdebuten som treåring blev han efter att ha varit obesegrad som tvååring, förhandsfavorit att segra i treåringsloppet Hambletonian Stakes, som körs på Meadowlands Racetrack i augusti varje år. Totalt 101 hingstar och valacker var anmälda till loppet. Stallkamraten Greenshoe tog senare över rollen som förhandsfavorit.
Årsdebuten som treåring skedde den 27 maj 2019 på Vernon Downs, i finalloppet av Empire Breeders Classic. Gimpanzee och Brian Sears avgjorde på upploppet, och han tog sin tionde raka seger, samtidigt som han fortfarande var obesegrad i lopp.
Den 25 juni 2019 segrade han i Dick Mcguire Trot, ett uttagningslopp till New York Sire Stakes på Yonkers. Trots sin elfte raka seger, var stallkamraten Greenshoe fortfarande förhandsfavorit att vinna Hambletonian Stakes.

#### Hambletonian
Under Hambletoniandagen, den 3 augusti 2019 bröts Gimpanzees segersvit, då han kom på fjärde plats i ett försökslopp till finalen av Hambletonian Stakes. Loppet vanns av stallkamraten Green Manalishi på tiden 1:50.3. Han kvalificerade sig till finalen samma dag, och lottades där till spår 7. Ordinarie kusken Brian Sears kvalade även in stallkamraten Greenshoe, vilken han valde att köra i finalen. Istället fick David Miller chansen att köra Gimpanzee. I finalloppet slutade han på en fjärdeplats, som var värd 72 000 dollar.
Första starten efter Hambletonian Stakes var den 25 augusti 2019 på Batavia Downs, i ett försökslopp till New York Sire Stakes. Han vann loppet överlägset på tiden 1:55.1. Nästa stora uppgift för Gimpanzee var anrika Yonkers Trot den 31 augusti 2019 på Yonkers Raceway. På upploppet joggade Gimpanzee ifrån resterande hästar, och vann på tiden 1:53.3. Segern var värd 250 000 dollar, och med segern kom han över en miljon dollar i insprungna pengar.
Den 26 oktober 2019 segrade han i finalloppet av Breeders Crown 3YO Colt & Gelding Trot tillsammans med kusken David Miller. Segertiden blev 1:52.3 över 1 609 meter, och han slog bland annat stallkamraterna Greenshoe och Green Manalishi. Med segern gick han även om Greenshoe i insprungna pengar.

### Fyraåringssäsongen 2020
Tränare Melander uttryckte i början av 2020 ett stort intresse att starta Gimpanzee i Elitloppet på Solvalla, men bara om direktflyg kunde ordnas till Sverige. Resan ställdes sedan in på grund av den rådande Coronaviruspandemin. Gimpanzee startade istället i Graduate Series, där han segrade i båda kvalloppen, samt finalloppet. Den 18 juli 2020 segrade han i Hambletonian Maturity på Meadowlands Racetrack. Segern var värd 225 000 dollar, och han kom därmed över 2 miljoner dollar i insprungna pengar. Starten var även hans första över distansen 1 1⁄8 miles (1 811 m).
Under Hambletonianhelgen 2020 vann Gimpanzee John Cashman Memorial som är ett lopp som är tillägnat kusken John Cashman, loppet hette tidigare Nat Ray Trot. Första priset i loppet är 140 000 dollar. Den 31 oktober 2020 segrade Gimpanzee i Breeders Crown Open Trot på Hoosier Park. Segern var värd 250 000 dollar. Med segern så blev Gimpanzee en av tre hästar som har lyckats vinna tre finaler i Breeders Crown i rad, tillsammans med Mack Lobell och Peace Corps. Peace Corps innehar dock det totala rekordet med fyra segrar. I och med segern i  Breeders Crown Open Trot  innebar det att Gimpanzee därmed kom över 2,7 miljoner dollar insprungna pengar. Efter segern i Breeders Crown Open Trot 2020 meddelade tränaren Marcus Melander intresse för Elitloppet 2021, men endast om det skulle kunna ordnas direktflyg till Sverige. 
Den 12 december 2020 meddelade ägaren Anders Ström att Gimpanzee avslutar sin tävlingskarriär för att bli avelshingst.

## Statistik

### Löpningsrekord
| Datum            | Bana        | Lopp             | Tid    | Distans | Startmetod           | Kusk        |
| ---------------- | ----------- | ---------------- | ------ | ------- | -------------------- | ----------- |
| 23 november 2019 | Meadowlands | TVG Free For All | 1:50.1 | 1609 m  | amerikansk autostart | Brian Sears |

### Större segrar
| År   | Lopp                                         | Kusk         | Vinstbelopp |
| ---- | -------------------------------------------- | ------------ | ----------- |
| 2018 | New York Sire Stakes                         | Brian Sears  | 112 500 USD |
| 2018 | Breeders Crown 2YO Colt & Gelding Trot       | Brian Sears  | 250 000 USD |
| 2019 | Empire Breeders Classic                      | Brian Sears  | 107 600 USD |
| 2019 | Yonkers Trot                                 | Brian Sears  | 250 000 USD |
| 2019 | New York Sire Stakes                         | Brian Sears  | 112 500 USD |
| 2019 | Breeders Crown 3YO Colt & Gelding Trot       | David Miller | 319 569 USD |
| 2019 | Matron Stakes, 3-åriga hingstar och valacker | Brian Sears  | 104 150 USD |
| 2020 | Hambletonian Maturity                        | Brian Sears  | 225 000 USD |
| 2020 | John Cashman Memorial                        | Brian Sears  | 140 000 USD |
| 2020 | Breeders Crown Open Trot                     | Brian Sears  | 250 000 USD |

### Starter
| #  | Datum             | Lopp                                                | Bana             | Kusk            | Tid    | Distans | Plac | Vinstbelopp | Ref.                 |
| -- | ----------------- | --------------------------------------------------- | ---------------- | --------------- | ------ | ------- | ---- | ----------- | -------------------- |
| -  | 2 juni 2018       | Kvallopp                                            | Meadowlands      | Marcus Melander | 1:55.0 | 1 609 m | 2    | 0 USD       | [ 4 ]                |
| -  | 16 juni 2018      | Kvallopp                                            | Meadowlands      | Brian Sears     | 1:58.4 | 1 609 m | 3    | 0 USD       | [ 25 ]               |
| 1  | 9 juli 2018       | New York Sire Stakes, elimination                   | Monticello       | Brian Sears     | 2:01.4 | 1 609 m | 1    | 13 875 USD  | [ 5 ]                |
| 2  | 20 juli 2018      | New York Sire Stakes, elimination                   | Tioga Downs      | Brian Sears     | 1:56.1 | 1 609 m | 1    | 18 983 USD  | [ 26 ]               |
| 3  | 31 juli 2018      | New York Sire Stakes, elimination                   | Saratoga Harness | Brian Sears     | 1:55.4 | 1 609 m | 1    | 27 250 USD  | [ 27 ]               |
| 4  | 20 augusti 2018   | New York Sire Stakes, elimination                   | Yonkers          | Brian Sears     | 1:57.3 | 1 609 m | 1    | 40 100 USD  | [ 28 ]               |
| 5  | 30 augusti 2018   | New York Sire Stakes, elimination                   | Vernon Downs     | Brian Sears     | 1:54.3 | 1 609 m | 1    | 26 750 USD  | [ 29 ]               |
| 6  | 14 september 2018 | New York Sire Stakes, elimination                   | Yonkers          | Brian Sears     | 1:58.0 | 1 609 m | 1    | 39 400 USD  | [ 30 ]               |
| 7  | 22 september 2018 | New York Sire Stakes, final                         | Yonkers          | Brian Sears     | 1:56.3 | 1 609 m | 1    | 112 500 USD | [ 31 ]               |
| -  | 13 oktober 2018   | Kvallopp                                            | Meadowlands      | Marcus Melander | 1:55.2 | 1 609 m | 2    | 0 USD       | [ 32 ]               |
| 8  | 19 oktober 2018   | Breeders Crown 2YO Colt & Gelding Trot, elimination | Pocono Downs     | Brian Sears     | 1:54.4 | 1 609 m | 1    | 12 500 USD  | [ 33 ]               |
| 9  | 27 oktober 2018   | Breeders Crown 2YO Colt & Gelding Trot, final       | Pocono Downs     | Brian Sears     | 1:54.4 | 1 609 m | 1    | 300 000 USD | [ 34 ]               |
| -  | 27 april 2019     | Kvallopp                                            | Meadowlands      | Brian Sears     | 1:58.3 | 1 609 m | 5    | 0 USD       | [ 35 ]               |
| -  | 4 maj 2019        | Kvallopp                                            | Meadowlands      | Brian Sears     | 1:55.0 | 1 609 m | 1    | 0 USD       | [ 36 ]               |
| -  | 18 maj 2019       | Kvallopp                                            | Meadowlands      | Brian Sears     | 1:53.0 | 1 609 m | 2    | 0 USD       | [ 37 ]               |
| 10 | 27 maj 2019       | Empire Breeders Classic, final                      | Vernon Downs     | Brian Sears     | 1:54.0 | 1 609 m | 1    | 107 600 USD | [ 9 ] [ 10 ] [ 38 ]  |
| -  | 15 juni 2019      | Kvallopp                                            | Meadowlands      | Brian Sears     | 1:53.4 | 1 609 m | 1    | 0 USD       | [ 39 ]               |
| 11 | 25 juni 2019      | New York Sire Stakes, elimination                   | Yonkers          | Brian Sears     | 1:55.0 | 1 609 m | 1    | 27 416 USD  | [ 11 ]               |
| 12 | 19 juli 2019      | New York Sire Stakes, elimination                   | Tioga Downs      | Brian Sears     | 1:52.4 | 1 609 m | 1    | 29 900 USD  | [ 40 ] [ 41 ]        |
| 13 | 3 augusti 2019    | Hambletonian Stakes, elimination 1                  | Meadowlands      | Brian Sears     | 1:50.4 | 1 609 m | 4    | 8 000 USD   | [ 42 ]               |
| 14 | 3 augusti 2019    | Hambletonian Stakes, final                          | Meadowlands      | David Miller    | 1:51.1 | 1 609 m | 4    | 72 000 USD  | [ 43 ]               |
| 15 | 25 augusti 2019   | New York Sire Stakes, elimination                   | Batavia          | Brian Sears     | 1:55.1 | 1 609 m | 1    | 58 700 USD  | [ 44 ]               |
| 16 | 31 augusti 2019   | Yonkers Trot                                        | Yonkers          | Brian Sears     | 1:53.3 | 1 609 m | 1    | 250 000 USD | [ 45 ] [ 15 ]        |
| 17 | 14 september 2019 | New York Sire Stakes, final                         | Batavia          | Brian Sears     | 1:56.2 | 1 609 m | 1    | 125 500 USD | [ 46 ]               |
| 18 | 29 september 2019 | Bluegrass Stakes, 1st division                      | The Red Mile     | David Miller    | 1:50.3 | 1 609 m | 2    | 24 025 USD  | [ 47 ] [ 48 ]        |
| 19 | 6 oktober 2019    | Kentucky Futurity                                   | The Red Mile     | David Miller    | 1:51.4 | 1 609 m | 3    | 54 000 USD  | [ 49 ]               |
| 20 | 19 oktober 2019   | Breeders Crown 3YO Colt & Gelding Trot, elimination | Mohawk           | David Miller    | 1:52.3 | 1 609 m | 4    | 1 976 USD   | [ 50 ]               |
| 21 | 26 oktober 2019   | Breeders Crown 3YO Colt & Gelding Trot, final       | Mohawk           | David Miller    | 1:52.3 | 1 609 m | 1    | 319 569 USD | [ 51 ] [ 16 ] [ 17 ] |
| 22 | 14 november 2019  | Matron Stakes                                       | Dover Downs      | Brian Sears     | 1:51.1 | 1 609 m | 1    | 104 150 USD | [ 52 ]               |
| 23 | 23 november 2019  | TVG Free For All                                    | Meadowlands      | Brian Sears     | 1:50.1 | 1 609 m | 4    | 27 440 USD  | [ 53 ]               |
| -  | 30 maj 2020       | Kvallopp                                            | Meadowlands      | Brian Sears     | 1:52.3 | 1 609 m | 1    | 0 USD       |                      |
| 24 | 14 juni 2020      | Graduate Series, leg 1                              | Tioga Downs      | Brian Sears     | 1:51.2 | 1 609 m | 1    | 25 000 USD  | [ 54 ] [ 55 ]        |
| 25 | 27 juni 2020      | Graduate Series, leg 2                              | Meadowlands      | Brian Sears     | 1:50.2 | 1 609 m | 1    | 25 000 USD  | [ 56 ]               |
| 26 | 11 juli 2020      | Graduate Series, final                              | Meadowlands      | Brian Sears     | 1:50.4 | 1 609 m | 1    | 118 750 USD | [ 20 ]               |
| 27 | 18 juli 2020      | Hambletonian Maturity                               | Meadowlands      | Brian Sears     | 2:05.4 | 1 811 m | 1    | 225 000 USD | [ 57 ]               |
| 28 | 8 augusti 2020    | John Cashman Memorial                               | Meadowlands      | Brian Sears     | 1:50.0 | 1 609 m | 1    | 140 000 USD | [ 58 ]               |
| 29 | 16 augusti 2020   | Crawford Farms Trot                                 | Tioga Downs      | Brian Sears     | 1:50.4 | 1 609 m | 2    | 52 800 USD  |                      |
| 30 | 5 september 2020  | Maple Leaf Trot                                     | Mohawk           | Doug Mcnair     | 1:51.3 | 1 609 m | 3    | 51 072 USD  |                      |
| -  | 19 september 2020 | Kvallopp                                            | Meadowlands      | Brian Sears     | 1:52.3 | 1 609 m | 1    | 0 USD       |                      |
| 31 | 25 september 2020 | Ceasars Trotting Classic                            | Hoosier Park     | Brian Sears     | 1:51.2 | 1 609 m | 1    | 75 000 USD  |                      |
| 32 | 11 oktober 2020   | Allerage Farms Open                                 | The Red Mile     | Brian Sears     | 1:50.3 | 1 609 m | 0    | 0 USD       |                      |
| 33 | 24 oktober 2020   | Invitational                                        | Hoosier Park     | Brian Sears     | 1:52.0 | 1 609 m | 1    | 12 500 USD  |                      |
| 34 | 31 oktober 2020   | Breeders Crown Open Trot                            | Hoosier Park     | Brian Sears     | 1:51.3 | 1 609 m | 1    | 250 000 USD |                      |

## Stamtavla
| Efter Chapter Seven 2008  | Windsong's Legacy 2001 | Conway Hall     | Garland Lobell   |
| Efter Chapter Seven 2008  | Windsong's Legacy 2001 | Conway Hall     | Amour Angus      |
| Efter Chapter Seven 2008  | Windsong's Legacy 2001 | Yankee Windsong | Prakas           |
| Efter Chapter Seven 2008  | Windsong's Legacy 2001 | Yankee Windsong | Yankee Scottie   |
| Efter Chapter Seven 2008  | La Riviera Lindy 2003  | Dream Vacation  | Pine Chip        |
| Efter Chapter Seven 2008  | La Riviera Lindy 2003  | Dream Vacation  | Dream on Victory |
| Efter Chapter Seven 2008  | La Riviera Lindy 2003  | Royal Lindy     | Harmonious       |
| Efter Chapter Seven 2008  | La Riviera Lindy 2003  | Royal Lindy     | Vanessa Hill     |
| Undan Steamy Windows 2012 | Muscle Massive 2007    | Muscles Yankee  | Valley Victory   |
| Undan Steamy Windows 2012 | Muscle Massive 2007    | Muscles Yankee  | Maiden Yankee    |
| Undan Steamy Windows 2012 | Muscle Massive 2007    | Graceful Touch  | Pine Chip        |
| Undan Steamy Windows 2012 | Muscle Massive 2007    | Graceful Touch  | Act of Grace     |
| Undan Steamy Windows 2012 | Commando Queen 2005    | C.R.Commando    | Royal Troubador  |
| Undan Steamy Windows 2012 | Commando Queen 2005    | C.R.Commando    | Airborne Gal     |
| Undan Steamy Windows 2012 | Commando Queen 2005    | Met's Rival     | Pine Chip        |
| Undan Steamy Windows 2012 | Commando Queen 2005    | Met's Rival     | Yankee Blondie   |